# المرجة (ولاية غليزان)
المرجة أو مرجة سيدي عابد بلدية من دائرة وادي ارهيو من ولاية غليزان الجزائرية.

## أصل الاسم
أصل كلمة المرجة هو الأرض الخضراء. وينطبق ذلك على "مرجة سيدي عابد"، حيث أرضها خضراء وتحتوي على مختلف المحاصيل الزراعية.

## جغرافيا

### موقع
يحدها من الشمال، والشرق ولاية الشلف، ومن الجنوب كل من الولجة، وعمي موسى، وأولاد يعيش، أما من الغرب بلدية واد ارهيو ولحلاف. تقام في المرجة وعدة للولي سيدي عابد كل عام يأتوها الناس من كل جهة، خصوصاً أن الطريق الوطني رقم أربعة يمر عليها، والسيار شرق-غرب، وخاصةً أن سد الذي يوجد فيها، وتربتها المالحة والخصبة في هذا السد طيور نادرة كالبجع، واللقلق والملك الحزين والأسماك كالسربيح، والسردين، وجبال الظهرة التي تمر عليها من الجنوب.